# Kościół św. Anny w Podgórzu
Kościół św. Anny w Podgórzu – kościół parafialny w Podgórzu (ob. dzielnicy Torunia), istniejący w latach 1582−1813.

## Lokalizacja
Kościół prawdopodobnie znajdował się przy drodze u wylotu Podgórza, w kierunku Poznania. Jest to teren dzisiejszego cmentarza św. św. Piotra i Pawła, przy ulicy Poznańskiej 104. Na miejscu kościoła stoi obecnie golgota.

## Historia
Pierwsze wzmianki pochodzące z 1582 roku mówią, że była potrzeba wybudowania kościoła z powodu zniszczenia podczas powodzi w 1570 roku pobliskiego kościoła pw. św. Mikołaja w Dybowie. Ok. 1598 roku powstał drewniany kościół w Podgórzu, z budulca pochodzącego z rozbiórki kościoła drewnianego w Karnkowie. Początkowo kościół był pod wezwaniem NMP Wniebowziętej i św. Jacka. Przed 1651 rokiem z nieznanych powodów kościół został zniszczony. Nową świątynię wybudowano (lub rozbudowano) w 1651 roku dzięki kolekcie mieszkańców Podgórza. Nowemu kościołowi nadano nowe wezwanie: św. Anny. Kościół prawdopodobnie nie został zniszczony podczas pożaru miasta w 1661 roku.
Kościół uwieczniono na obrazie nieznanego malarza pt. Kazanie na łodzi z 1671 roku. Nie wiadomo, czy na obrazie przedstawiono faktyczny wygląd kościoła.
Według dokumentu przeprowadzonego podczas lustracji starostwa z dnia 25 kwietnia 1783 roku, kościół św. Anny był drewnianym budynkiem, pokrytym prawdopodobnie dachówką. Kościół wraz z plebanią wymagał naprawy. Podczas wizytacji kościoła (przeprowadzonej 12 października 1808 roku) oceniono, że kościół popadał w ruinę.
21 stycznia 1813 roku wojska francuskie spaliły kościół podczas przygotowań do obrony przed wojskami rosyjskimi. Przed spaleniem kościoła zabezpieczono najcenniejsze wyposażenie. Kościół św. Anny nie został odbudowany. Rolę kościoła parafialnego przejął kościół Świętych Apostołów Piotra i Pawła.

### Wyposażenie kościoła
Kościół był bogato wyposażony. W skład wyposażenia wchodziły: cztery srebrne kielichy (dwa były pozłacane), krzyże srebrny i miedziany, srebrna monstrancja z, dwa małe srebrne pacyfikały, cynowe tabernakulum, dziewięć ornatu i cztery kapy. Większość przedmiotów znajdowało się pierwotnie w kościele zamkowym w Dybowie. W 1702 roku właściciel młyna Grzegorz Skibicki ofiarował kościołowi kielich, a Katarzyna Wieczorkiewiczowa zapisała w testamencie dwa cynowe świeczniki, które kościół otrzymał w 1709 roku. Kielich i cynowe świeczniki znajdują się dzisiaj w kościele Świętych Apostołów Piotra i Pawła w Toruniu. Ołtarz z płaskorzeźbą św. Anny Samotrzeć w 1813 roku podarowano kościołowi w Orłowie. 